# Werder (Märkisch Linden)
Werder è una frazione del comune tedesco di Märkisch Linden, nel Brandeburgo.

## Storia
Werder fu citata per la prima volta nel 1362, e costituiva un piccolo centro rurale.
Il 30 dicembre 1997 il comune di Werder fu fuso con i comuni di Darritz-Wahlendorf, Gottberg e Kränzlin, formando il nuovo comune di Märkisch Linden.